# Casa Colectiva Martín Rodríguez
La Casa Colectiva Martín Rodríguez es el quinto y último edificio de viviendas obreras construido por la Comisión Nacional de Casas Baratas (CNCB). Se encuentra en el barrio de La Boca, en la ciudad de Buenos Aires, Argentina. 
La Comisión Nacional de Casas Baratas fue creada en 1915 gracias a la ley nacional N.º 9677 "de Casas Baratas", cuyo promotor fue el diputado conservador cordobés Juan Cafferata. A lo largo de sus 3 décadas de existencia, gestionó la construcción tanto de edificios multifamiliares de alquiler como de barrios de casas unifamiliares en lotes angostos. Finalmente, con el golpe de Estado de la Revolución de 1943, la CNCB fue disuelta en 1944, y reemplazada por el Consejo de Vivienda, y luego por la Administración Nacional de la Vivienda.
La Casa Colectiva Martín Rodríguez fue terminada en 1943, en un terreno con salida a la Avenida Pedro de Mendoza, a orillas del Riachuelo y muy cerca de la calle Caminito y el Puente Avellaneda. Posee 141 departamentos en total: 63 de un dormitorio, 50 de dos dormitorios y 28 de tres dormitorios. La distribución de los mismos es muy particular, ya que la planta del edificio se podría asemejar a una letra "G", de manera que se crea un patio interno aislado de la vista desde la calle, pero con un acceso directo a la misma.
Posteriormente en los lotes contiguos a la Casa Colectiva Martín Rodríguez se construirían otros emprendimientos de vivienda social encarados por el estado: otro edificio multifamiliar con planta en forma de letra "E" y un conjunto de 4 torres.